# Brixia saegeri
Brixia saegeri är en insektsart som beskrevs av Synave 1960. Brixia saegeri ingår i släktet Brixia och familjen kilstritar. Inga underarter finns listade i Catalogue of Life.